# Alan Vera
Alan Ernesto Vera García (Santiago de Cuba, 26 de octubre de 1990-Jersey City, 23 de septiembre de 2024) fue un luchador cubano de lucha grecorromana. Consiguió una medalla de bronce en los Juegos Panamericanos de 2015. Ganó la medalla de oro en el Campeonato Panamericano de 2016.

## Muerte
En julio de 2024 Vera sufrió un ataque cardíaco cuando jugaba fútbol con amigos. Estuvo hospitalizado por ocho semanas hasta que murió en Jersey City el 23 de septiembre de 2024, a los 33 años.